# Lukani
Lukani (latinsko Lucani) so bili italsko pleme, ki je živelo v Lukaniji, v današnji Bazilikati v južni Italiji in govorilo oskanski jezik, enega od italskih jezikov. Prebivalci Bazilikate se še vedno imenujejo Lukani in govorijo lukansko narečje.

## Jezik in pisava
Lukani so govorili različico umbrijsko-oskanskega jezika, tako kot njihovi sosedje Samniti, ki so v 5. stoletju pr. n. št. absorbirali Oske. Nekaj oskanskih napisov iz 4. in 3.  stoletja pr. n. št. se je ohranilo in kažejo, da so uporabljali grški alfabet.

## Zgodovina
Okoli sredine 5. stoletja pr. n. št. so se Lukani pomaknili proti jugu v Enotrijo in v gorato notranjost Apeninskega polotoka pregnali domorodna plemena, Grkom znana kot Enotri, Honi in  Lauterni.
Lukani so se leta 334 pr. n. št. zapletli v sovražnosti z grško kolonijo Taras/Tarent in epirskim kraljem Aleksandrom, ki so ga Tarentini poklicali na pomoč. Njegovo vmešavanje je bilo prvo vmešavanje Epirja v zadeve  Magnae Graeciae. Leta 331 pr. n. št. so lukanski izgnanci Aleksandra Epirskega zahrbtno ubili.
Livij poroča, da so Lukani leta 298 pr. n. št.  sklenili zavezništvo z Rimom. Rimski vpliv so razširile kolonije Venuzija (291 pr. n. št.), Paestum (grško Posidonija, ponovno ustanovljena leta 273 pr. n. št.), predvsem pa Tarent (ponovno ustanovljen leta 272 pr. n. št.). Pozneje so Lukani trpeli, ker so se v različnih vojnah, v katerih je sodeloval Rim, odločili za poraženo stran. Včasih so bili v zavezništvu z Rimom, pogosteje, tudi v samnitskih vojnah,  pa so bili z njim sovražni.
Ko se je Pir Epirski leta 281 pr. n. št. izkrcal v Italiji, so bili Lukani  med prvimi, ki so stopili na njegovo stran, po njegovem nenadnem odhodu pa so bili v desetletni kampanji leta 272 pr. n. št. podjarmljeni. Sovraštvo je bilo še naprej globoko. Med drugo punsko vojno leta 216 pr. n. št. so se zavzeli za Hanibala, potem pa sta Lukanijo  med več pohodi opustošili obe vojski. Po teh katastrofalnih dogodkih so Lukanija ni več opomogla in je pod rimsko oblastjo propadla. K temu je piko na i dodala socialna vojna  (91 - 88 pr. n. št.), v kateri so proti Rimu sodelovali Lukani in Samniti 
V Strabonovem času (63 pr. n. št. – 24 n. št.) so grška mesta na obali postala nepomembna. Zaradi zmanjšanja števila prebivalstva in obdelave polj se je začela širiti  malarija. Nekaj mest v notranjosti je bilo nepomembnih. Velik del pokrajine je bil namenjen pašnikom, gore pa so bile prekrite z gozdovi, v katerih je bilo veliko divjih prašičev, medvedov in volkov.

## Umetnost
Lukanska umetnost se je ohranila predvsem na poslikavah vaz in grobnic lukanske elite. 
Lepa razstava slik je v muzeju v Paestrumu. Na večini slik so upodobljeni konji,  pogosto v diru. Na vaze se je slikalo od približno 420 pr. n. št. do 335 pr. n. št. Po slogu sodeč so bili slikarji verjetno grški emigranti ali pa so se šolali v Grčiji.